# Maak me gek (single)
Maak me gek is een lied van Gerard Joling, dat in 2007 op single verscheen als voorloper op het album Maak me gek.

## Achtergrondinformatie
Begin 2007 maakte Joling bekend met een nieuw Nederlandstalig album te komen. Op 19 januari kwam de single Maak me gek al uit. Het lied werd geschreven door Kees Tel en Jos Cové. Na een moeizame start werd het nummer opgepikt in het uitgaanscircuit. Tijdens carnaval groeide het uit tot een populair nummer. Maak me gek kreeg daarom als snel de stempel van een carnavalsplaat. Maar ook na carnaval bleef de single populair. Joling kon bij werkgever SBS6 rekenen op veel promotietijd tijdens het programma Sterren Dansen op het IJs dat hij presenteerde. Ook in andere televisieprogramma's trad Joling op met het nummer.

## Hitverloop
In maart verkocht Maak me gek zoveel dat het naar nummer 2 in de Nederlandse Top 40 steeg. Sharon Kips bleef daarin op nummer 1 staan. Op vrijdag 24 maart werd in de uitzending van So You Wanna Be A Popstar, dat mede door Joling wordt gepresenteerd, bekend dat de single naar nummer 1 van de Single Top 100 was gestegen. Daarmee werd het de derde nummer-1 single van Joling. Ook in de Mega Top 50 kwam Maak me gek op de eerste plaats terecht.
Maak me gek is de eerste solosingle van Joling sinds lange tijd. De afgelopen jaren was hij vooral bezig met het maken van muziek in de formatie de Toppers.
| Maak me gek in de Nederlandse Top 40 - binnen: 10 februari 2007 | Maak me gek in de Nederlandse Top 40 - binnen: 10 februari 2007 | Maak me gek in de Nederlandse Top 40 - binnen: 10 februari 2007 | Maak me gek in de Nederlandse Top 40 - binnen: 10 februari 2007 | Maak me gek in de Nederlandse Top 40 - binnen: 10 februari 2007 | Maak me gek in de Nederlandse Top 40 - binnen: 10 februari 2007 | Maak me gek in de Nederlandse Top 40 - binnen: 10 februari 2007 | Maak me gek in de Nederlandse Top 40 - binnen: 10 februari 2007 | Maak me gek in de Nederlandse Top 40 - binnen: 10 februari 2007 | Maak me gek in de Nederlandse Top 40 - binnen: 10 februari 2007 | Maak me gek in de Nederlandse Top 40 - binnen: 10 februari 2007 | Maak me gek in de Nederlandse Top 40 - binnen: 10 februari 2007 | Maak me gek in de Nederlandse Top 40 - binnen: 10 februari 2007 | Maak me gek in de Nederlandse Top 40 - binnen: 10 februari 2007 | Maak me gek in de Nederlandse Top 40 - binnen: 10 februari 2007 | Maak me gek in de Nederlandse Top 40 - binnen: 10 februari 2007 | Maak me gek in de Nederlandse Top 40 - binnen: 10 februari 2007 | Maak me gek in de Nederlandse Top 40 - binnen: 10 februari 2007 |
| Week                                                            | 1                                                               | 2                                                               | 3                                                               | 4                                                               | 5                                                               | 6                                                               | 7                                                               | 8                                                               | 9                                                               | 10                                                              | 11                                                              | 12                                                              | 13                                                              | 14                                                              | 15                                                              | 16                                                              | 17                                                              |
| --------------------------------------------------------------- | --------------------------------------------------------------- | --------------------------------------------------------------- | --------------------------------------------------------------- | --------------------------------------------------------------- | --------------------------------------------------------------- | --------------------------------------------------------------- | --------------------------------------------------------------- | --------------------------------------------------------------- | --------------------------------------------------------------- | --------------------------------------------------------------- | --------------------------------------------------------------- | --------------------------------------------------------------- | --------------------------------------------------------------- | --------------------------------------------------------------- | --------------------------------------------------------------- | --------------------------------------------------------------- | --------------------------------------------------------------- |
| Nummer                                                          | 31                                                              | 28                                                              | 13                                                              | 7                                                               | 5                                                               | 4                                                               | 2                                                               | 3                                                               | 4                                                               | 4                                                               | 12                                                              | 12                                                              | 20                                                              | 20                                                              | 29                                                              | 30                                                              | uit                                                             |

| Maak me gek in de Nederlandse Single Top 100 - binnen: 20 januari 2007 | Maak me gek in de Nederlandse Single Top 100 - binnen: 20 januari 2007 | Maak me gek in de Nederlandse Single Top 100 - binnen: 20 januari 2007 | Maak me gek in de Nederlandse Single Top 100 - binnen: 20 januari 2007 | Maak me gek in de Nederlandse Single Top 100 - binnen: 20 januari 2007 | Maak me gek in de Nederlandse Single Top 100 - binnen: 20 januari 2007 | Maak me gek in de Nederlandse Single Top 100 - binnen: 20 januari 2007 | Maak me gek in de Nederlandse Single Top 100 - binnen: 20 januari 2007 | Maak me gek in de Nederlandse Single Top 100 - binnen: 20 januari 2007 | Maak me gek in de Nederlandse Single Top 100 - binnen: 20 januari 2007 | Maak me gek in de Nederlandse Single Top 100 - binnen: 20 januari 2007 | Maak me gek in de Nederlandse Single Top 100 - binnen: 20 januari 2007 | Maak me gek in de Nederlandse Single Top 100 - binnen: 20 januari 2007 | Maak me gek in de Nederlandse Single Top 100 - binnen: 20 januari 2007 | Maak me gek in de Nederlandse Single Top 100 - binnen: 20 januari 2007 | Maak me gek in de Nederlandse Single Top 100 - binnen: 20 januari 2007 | Maak me gek in de Nederlandse Single Top 100 - binnen: 20 januari 2007 | Maak me gek in de Nederlandse Single Top 100 - binnen: 20 januari 2007 | Maak me gek in de Nederlandse Single Top 100 - binnen: 20 januari 2007 | Maak me gek in de Nederlandse Single Top 100 - binnen: 20 januari 2007 | Maak me gek in de Nederlandse Single Top 100 - binnen: 20 januari 2007 | Maak me gek in de Nederlandse Single Top 100 - binnen: 20 januari 2007 | Maak me gek in de Nederlandse Single Top 100 - binnen: 20 januari 2007 | Maak me gek in de Nederlandse Single Top 100 - binnen: 20 januari 2007 | Maak me gek in de Nederlandse Single Top 100 - binnen: 20 januari 2007 | Maak me gek in de Nederlandse Single Top 100 - binnen: 20 januari 2007 | Maak me gek in de Nederlandse Single Top 100 - binnen: 20 januari 2007 | Maak me gek in de Nederlandse Single Top 100 - binnen: 20 januari 2007 | Maak me gek in de Nederlandse Single Top 100 - binnen: 20 januari 2007 | Maak me gek in de Nederlandse Single Top 100 - binnen: 20 januari 2007 | Maak me gek in de Nederlandse Single Top 100 - binnen: 20 januari 2007 | Maak me gek in de Nederlandse Single Top 100 - binnen: 20 januari 2007 | Maak me gek in de Nederlandse Single Top 100 - binnen: 20 januari 2007 | Maak me gek in de Nederlandse Single Top 100 - binnen: 20 januari 2007 |
| Week                                                                   | 1                                                                      | 2                                                                      | 3                                                                      | 4                                                                      | 5                                                                      | 6                                                                      | 7                                                                      | 8                                                                      | 9                                                                      | 10                                                                     | 11                                                                     | 12                                                                     | 13                                                                     | 14                                                                     | 15                                                                     | 16                                                                     | 17                                                                     | 18                                                                     | 19                                                                     | 20                                                                     | 21                                                                     | 22                                                                     | 23                                                                     | 24                                                                     | 25                                                                     | 26                                                                     | 27                                                                     | 28                                                                     | 29                                                                     | 30                                                                     | 31                                                                     | 32                                                                     |                                                                        |
| ---------------------------------------------------------------------- | ---------------------------------------------------------------------- | ---------------------------------------------------------------------- | ---------------------------------------------------------------------- | ---------------------------------------------------------------------- | ---------------------------------------------------------------------- | ---------------------------------------------------------------------- | ---------------------------------------------------------------------- | ---------------------------------------------------------------------- | ---------------------------------------------------------------------- | ---------------------------------------------------------------------- | ---------------------------------------------------------------------- | ---------------------------------------------------------------------- | ---------------------------------------------------------------------- | ---------------------------------------------------------------------- | ---------------------------------------------------------------------- | ---------------------------------------------------------------------- | ---------------------------------------------------------------------- | ---------------------------------------------------------------------- | ---------------------------------------------------------------------- | ---------------------------------------------------------------------- | ---------------------------------------------------------------------- | ---------------------------------------------------------------------- | ---------------------------------------------------------------------- | ---------------------------------------------------------------------- | ---------------------------------------------------------------------- | ---------------------------------------------------------------------- | ---------------------------------------------------------------------- | ---------------------------------------------------------------------- | ---------------------------------------------------------------------- | ---------------------------------------------------------------------- | ---------------------------------------------------------------------- | ---------------------------------------------------------------------- | ---------------------------------------------------------------------- |
| Nummer                                                                 | 52                                                                     | 28                                                                     | 22                                                                     | 24                                                                     | 7                                                                      | 4                                                                      | 2                                                                      | 2                                                                      | 2                                                                      | 1                                                                      | 1                                                                      | 3                                                                      | 4                                                                      | 6                                                                      | 8                                                                      | 11                                                                     | 11                                                                     | 16                                                                     | 10                                                                     | 14                                                                     | 18                                                                     | 16                                                                     | 12                                                                     | 18                                                                     | 35                                                                     | 34                                                                     | 36                                                                     | 37                                                                     | 30                                                                     | 56                                                                     | 63                                                                     | 84                                                                     | uit                                                                    |

| Nummer | 10 | 8 | 7 | 9 | 7 | 1 | 3 | 7 | 11 | 13 | 14 | 20 | 26 | 30 | 38 | 46 | uit |

## Videoclip
Door de onverwachte populariteit van de single is er een videoclip opgenomen. In de clip is Joling al zingende te zien, met een witte blouse aan op een witte achtergrond. Verschillende frames worden afgewisseld.

## Tracklist
1. Maak me gek (3:01)
2. Vannacht laat ik jou alle sterren zien (3.16)